# Puig de la Talaia (Santa Maria del Camí)
El Puig de sa Talaia és una elevació de 254 m. situada dins el terme municipal de Santa Maria del Camí, que separa les possessions d'es Cabàs i Son Torrella.
La major part dels seus costers estan poblats d'olivars antics, avui abandonats en la seva major part. També hi ha zones de pinar.
A la part més alta del pujol hi ha el Claper des Doblers, un talaiot de planta rectangular i restes de diverses edificacions adosades a les seves parets. El conjunt prehistòric està en mal estat de conservació. No gaire lluny es veuen les restes d'una pedrera prehistòrica.